# Charles Augustus Milverton
Charles Augustus Milverton es uno de los 56 relatos cortos sobre Sherlock Holmes escrito por Arthur Conan Doyle. Fue publicado originalmente en The Strand Magazine y posteriormente recogido en la colección El regreso de Sherlock Holmes.

## Argumento
La caballerosidad del doctor Watson le obliga a ocultar las fechas de este caso en el que Sherlock Holmes  debe tratar con "la peor persona que hay en Londres", según él mismo. Define también el detective a Charles Augustus Milverton como "el rey de los chantajistas".
La visita de la encantadora Lady Eva Brackwell, cuya boda con el conde de Dovercourt está en peligro, obliga a Holmes y Watson a visitar al repugnante Milverton, para recuperar una carta comprometida. La mano de una dama, antigua víctima del chantajista, acabará con la vida de Milverton. Holmes se erige una vez más en juez y permite la huida de la vengativa dama, cuya importancia social impide a Watson narrar el caso hasta el fallecimiento de la misma.
El relato nos muestra la habilidad de Holmes para el disfraz, sorprendiendo a Watson, que lo describe así: "Al rato, un obrero joven, con aires de calavera, barba en forma de perilla y expresión fanfarrona, encendió su pipa de arcilla en la lámpara, antes de bajar a la calle." Watson describe otra de las habilidades de Holmes: "Sabía ya que la apertura de cajas fuertes era una de las mayores aficiones de Holmes." Este inesperado "hobby" le permitirá destruir todas las pruebas que acaparaba el malvado Milverton.